# Résidence surveillée (film)
Pour plus de détails, voir Fiche technique et Distribution.
Résidence surveillée est un film français réalisé par Frédéric Compain et sorti en 1987.

## Fiche technique
- Titre : Résidence surveillée
- Réalisation : Frédéric Compain
- Scénario : Armando Bernardi, Frédéric Compain et Hugo Santiago
- Photographie : Dominique Le Rigoleur
- Décors : Jean-Denis Compain
- Musique : Jacques Davidovici
- Son : Alix Comte, Jean-Pierre Fénié et Jean-Paul Loublier
- Montage : Alberto Yaccelini
- Production : Image Concept - Les Productions audiovisuelles - Yves Delahaye
- Tournage : du 13 février au 28 mars 1986
- Pays d'origine :  France
- Durée : 98 minutes
- Date de sortie : France - 19 août 1987

## Distribution
- Maria Schneider : Céline Fontaine
- Jacques Bonnaffé : Jacky
- François Siener : Guillaume Fontaine
- Patrick Bonnel : Ramirez, le concierge
- Catherine Carrel : Mme Ramirez
- Myriam Mézières : Mlle Villiers
- Jacques Nolot : M. Pancet
- Jacques Bellefroid : Deloison
- Christine Datnowsky : Mme Rousselet
- Germaine Delbat : Mme Glaise
- Paulette Frantz : Mme Blanc
- Eva Ionesco : Gina
- Philippe Lacoste : M. Rousselot
- Héloïse Mignot : Mme Pancet
- Thierry Ravel : l'homme au foulard rouge
- Jeronimo Saer : Robert Pancet
- Hugo Santiago : Tournier